# Castianeira fulvipes
Castianeira fulvipes là một loài nhện trong họ Corinnidae.
Loài này thuộc chi Castianeira. Castianeira fulvipes được Eugène Simon miêu tả năm 1896.